# A magyar nemzet történelme (a mohácsi vésztől napjainkig)
A magyar nemzet történelme (a mohácsi vésztől napjainkig), alcímén A Katolikus Egyház és a Habsburg-ház történelmi szerepe. Történelmi apologetika egy több kötetes, nagy terjedelmű szintézis az újkori magyar történelemről. A mű megítélése vitatott, egyesek szerint nem is tekinthető történelmi összefoglalásnak, hanem az alcímet is figyelembe véve valójában vitairat.

## Története
Pezenhoffer Antal (1893–1973) teológus végzettségű római katolikus pap volt, aki a két világháború között tanári munkája mellett több, kisebb-nagyobb teológiai, demográfiai, és történelmi művet jelentetett meg. A második világháború után, valószínűleg az 1950-es–1960-as években írta meg már nyugdíjas könyvtárosként hatalmas összefoglaló munkáját a mohácsi vész utáni magyar történelemről. A mű nem jelent meg Pezenhoffer életében, kéziratát csak halála után 20 évvel, 1993-ban kezdte kiadni a Béke és Igazság Pilisszentléleki Modell Alapítvány Út, Igazság, Élet Kiadója. A sorozat a XIII., befejező kötettel ért véget 2006-ban. (Az I. és a II. kötet 2 részben jelent meg, így a sorozat fizikailag 15 kötetben olvasható.) Teljes terjedelme 6888 nyomtatott oldal.
A mű címéhez híven erősen apologetikus irányú, a szerző az elterjedt történelmi értelmezésekkel szemben Magyarország bajait a katolikus egyházi és Habsburg uralomtól, gondolatrendszertől való eltávolodásban látja.
A műről recenziót Németh Ferenc írt az Egyháztörténeti Szemle 1. (2000) 2. számában:
„Pezenhoffer pedig kijelenti (Németh Lászlóval vitatkozva), hogy nem a kizárólagos kuruc út, és még csak nem is a két tábor megegyezése, afféle nemzeti középút keltheti fel a sírból a magyarság nagylétét, hanem a következetesen, „egészen labanc” meggyőződés — hozzávéve a főpapi képviseletben jelentkező „klerikális, ultramontán és jezsuita” irányzatú római katolicizmust, amely nem pusztán teológiailag tévedhetetlen, hanem — amint azt a Habsburgok 400 éve mutatja — gyakorlatilag, történelmileg is az. Magyarország óriási hibát követett el, amikor koronás királyaival szembehelyezkedve, őket bizalmatlanná téve és a főpapok tanácsait semmibe véve a lázadás és az eretnek széthúzás útjára lépett — vallja.”
Németh rámutat arra, hogy a művet a második vatikáni zsinat (1962–1965) előtti, protestantizmussal türelmetlen katolikus világnézet jellemzi, annak is a szélsőségesebb, kizárólagosságot hirdető formája. Emellett több tárgyi tévedést, torzítást is megnevez – viszont az alkotás adatgazdaságát elismeri.

## Elektronikus elérhetőség
A művet digitalizálták, és a Magyar Elektronikus Könyvtár honlapján bárki ingyenesen tanulmányozhatja.

## Kötetbeosztása
Az egyes kötetek külön címet nem kapta a szerzőtől. Pezenhoffer ugyanakkor kronológiai sorrendben halad, így a kötetek tartalmilag az egyes király uralkodásához kapcsolható eseményeket tárgyalják.
| Kötetszám   | Kiadás éve |
| ----------- | ---------- |
| I/1. kötet  | 1993       |
| I/2. kötet  | 1993       |
| II/1. kötet | 1993       |
| II/2. kötet | 1993       |
| III. kötet  | 1993       |
| IV. kötet   | 2001       |
| V. kötet    | 2002       |
| VI. kötet   | 2003       |
| VII. kötet  | 2003       |
| VIII. kötet | 2004       |
| IX. kötet   | 2005       |
| X. kötet    | 2005       |
| XI. kötet   | 2005       |
| XII. kötet  | 2006       |
| XIII. kötet | 2006       |